# Gábor Szegő
Gábor Szegő, född 20 januari 1895 i Kunhegyes, Österrike-Ungern, död 7 augusti 1985 i  Palo Alto, Kalifornien, var en ungersk matematiker, som tillhörde sin generations viktigaste matematiska analytiker. Hans viktigaste arbeten berörde toeplitzmatriser och ortogonala polynom. Verket Orthogonal polynomials, som publicerades 1939, innehåller viktiga delar av hans arbete och har haft stor betydelse inom många områden av tillämpad matematik, bland annat inom teoretisk fysik, stokastiska processer och numerisk analys.
Szegő var son till Adolf Szegő och Hermina Neuman. Han gifte sig med kemisten Anna Elisabeth Neményi 1919 och fick två barn.

## Lärare till von Neumann
John von Neumann som räknas som 1900-talets kanske främste matematiker och även gav betydelsefulla bidrag inom kvantmekanik, datavetenskap och nationalekonomi blev vid femton års ålder elev till Szegő. Redan vid sex års ålder kunde Neumann räkna ut avancerade matematiska tal med enbart huvudräkning.
Vid deras första möte ska Szegő ha blivit så överväldigad över von Neumanns matematiska begåvning och skicklighet att han fallit i tårar. Szegő blev därefter von Neumanns privatlärare. 